# 9 de Julio (Misiones)
9 de Julio é uma cidade argentina da província de Misiones.

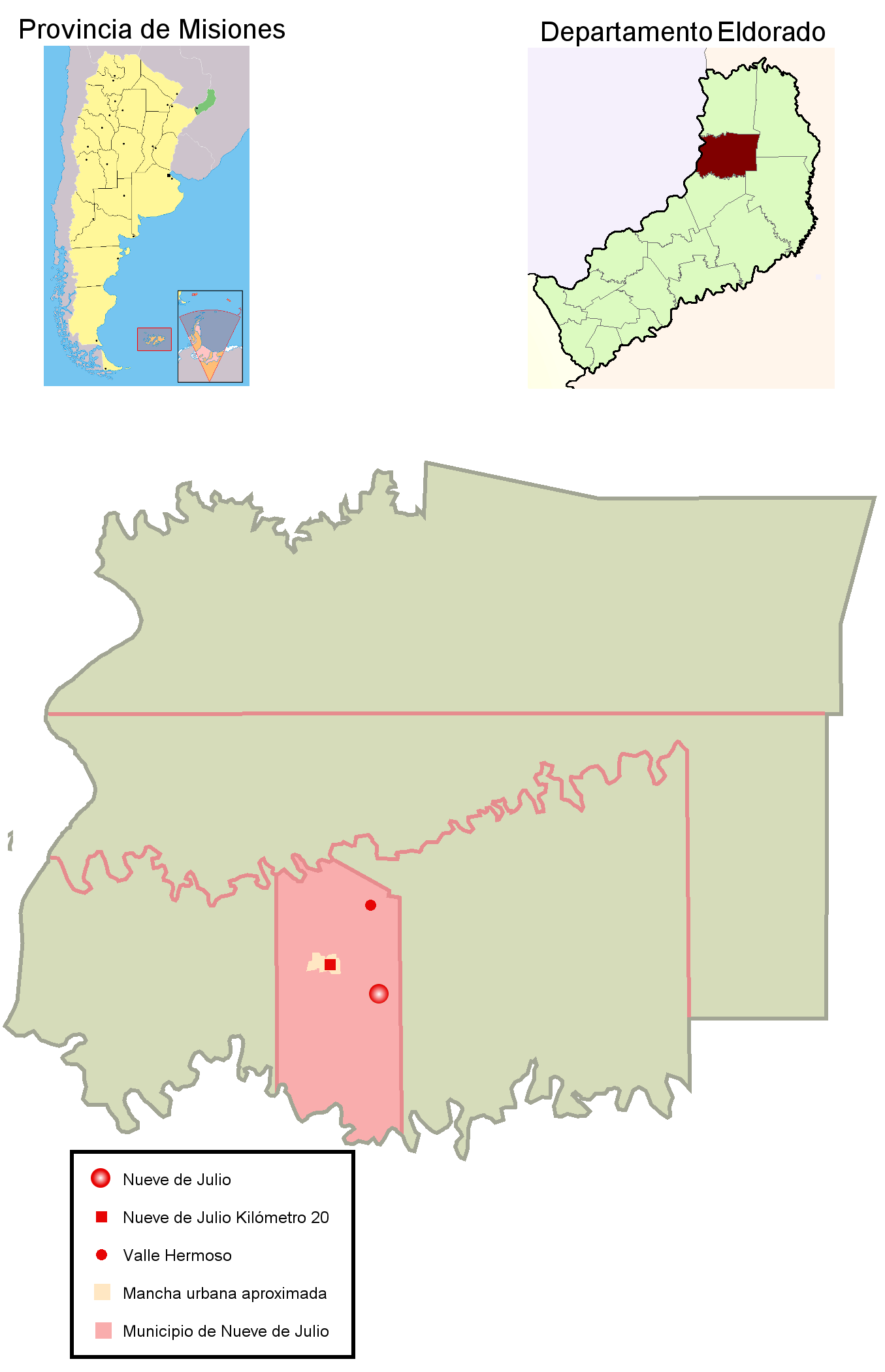

O município está situado no departamento Eldorado, tem limite com os municípios de Eldorado, Santiago de Liniers e Colonia Victoria do mesmo departamento, e com o município de Puerto Piray do departamento Montecarlo.